# Fior d'assalto
Fior d'assalto (Lady of the Night) è un film muto del 1925 diretto da Monta Bell e interpretato da Norma Shearer che ricopre due ruoli contrapposti: quello di Molly, la figlia di un ladro e quello di Florence, la figlia del giudice che ha mandato il ladro in carcere.
In alcune scene, Norma Shearer ha come controfigura (non accreditata) Joan Crawford.
La pellicola esiste ancora al Mary Pickford Institute for Film Education film collection

## Censura
Per la versione da distribuire in Italia, la censura italiana apportò le seguenti modifiche:
- Nella 1ª parte è stata soppressa la didascalia: "E ora che cosa faremo? - Lo so bene io quello che finiremo per fare".
- Ridotte ad una breve apparizione le scene troppo ripetute ed insistenti del Tabarin, in cui risultano ambienti di depravazione e di malavita.[2]